# Стагфлация
Стагфлация (от „стагнация“ + „инфлация“) е термин от макроикономиката, с който се означава състояние на икономиката, характеризиращо се със застой (нисък темп на икономически ръст), ръст на инфлацията и увеличаване на безработицата.
В икономически смисъл под инфлация се разбира общо покачване на равнището на цените заради прекомерна парична маса или свиване на стоковото предлагане, вследствие на което парите се обезценяват и настъпва преразпределението на доходите. Увеличение на паричното предлагане, съпътствано с намаление на темпа на произвежданите стоки и услуги, предизвиква общо покачване на цените. Именно това е стагфлация – ръст в ценовото равнище и намаление на реалната икономическа активност.
Причини за стагфлацията са монополна политика, поддържаща високи нива на цените в периоди на криза, а също и антикризисни мероприятия, провеждани от правителствата, например държавни покупки и регилируем ръст на цените.
Според Джефри Сакс стагфлацията е комбинация от висока инфлация и ниско ниво на търсене и тя възниква, когато същинското ниво на инфлация плюс нейното шоково равнище съществено надвишава нивото на търсене.